# Barra de ouro

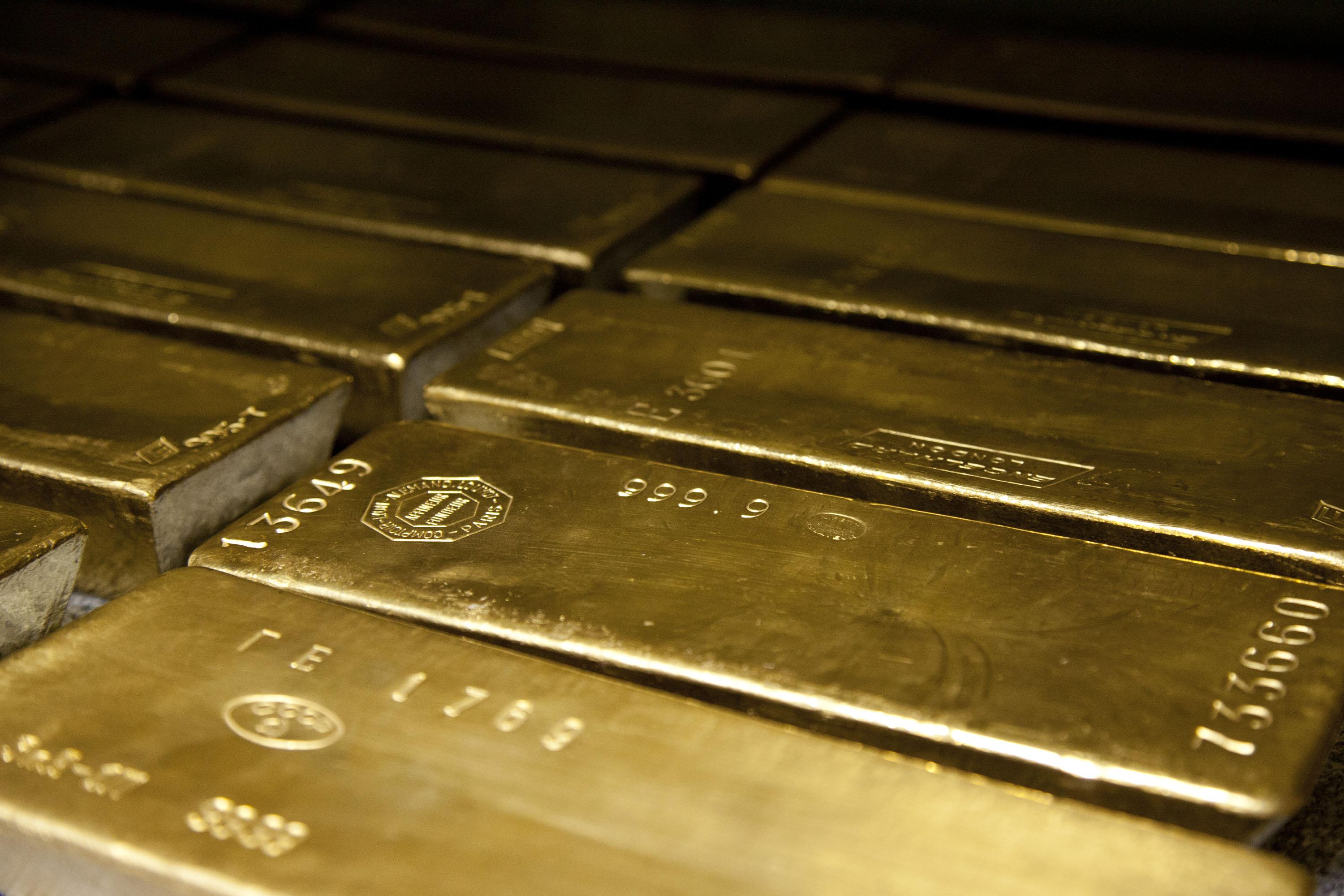
Barras de ouro no padrão de 400 onças troy

Barra de ouro ou lingote de ouro é uma peça fundida ou cunhada de ouro refinado, de tamanho variado, mais conhecida quando produzida em padrões industriais que incluem registros e etiquetas. O registro da procedência do ouro e dos antigos proprietários garante preços de venda integrais em relação ao peso. As barras de formatos maiores são produzidas através de derramamento de metal líquido em moldes ou caixas de fundição. As menores geralmente são produzidas por cunhagem ou carimbos em folhas do metal laminadas apropriadamente.
As barras de ouro padrão são utilizadas como "reservas monetárias" em espécie pelos bancos centrais e comercializadas por negociantes autorizados a base de lingotes de 400 onça troys (12,4 kg ou 438.9 onças).
As barras de 1 quilo (ou 32,15 onça troy) são aquelas mais facilmente manuseadas e usadas muito no comércio e em investimentos. A maioria dessas barras são planas mas muitos negociantes, principalmente europeus, preferem o formato de tijolo.

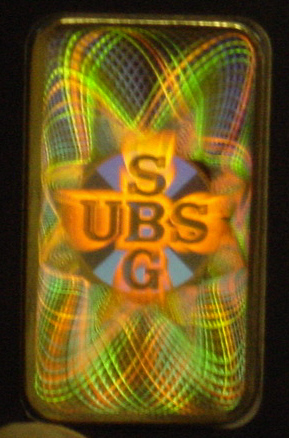
1 barra de ouro com autenticação difratora "kinegram"
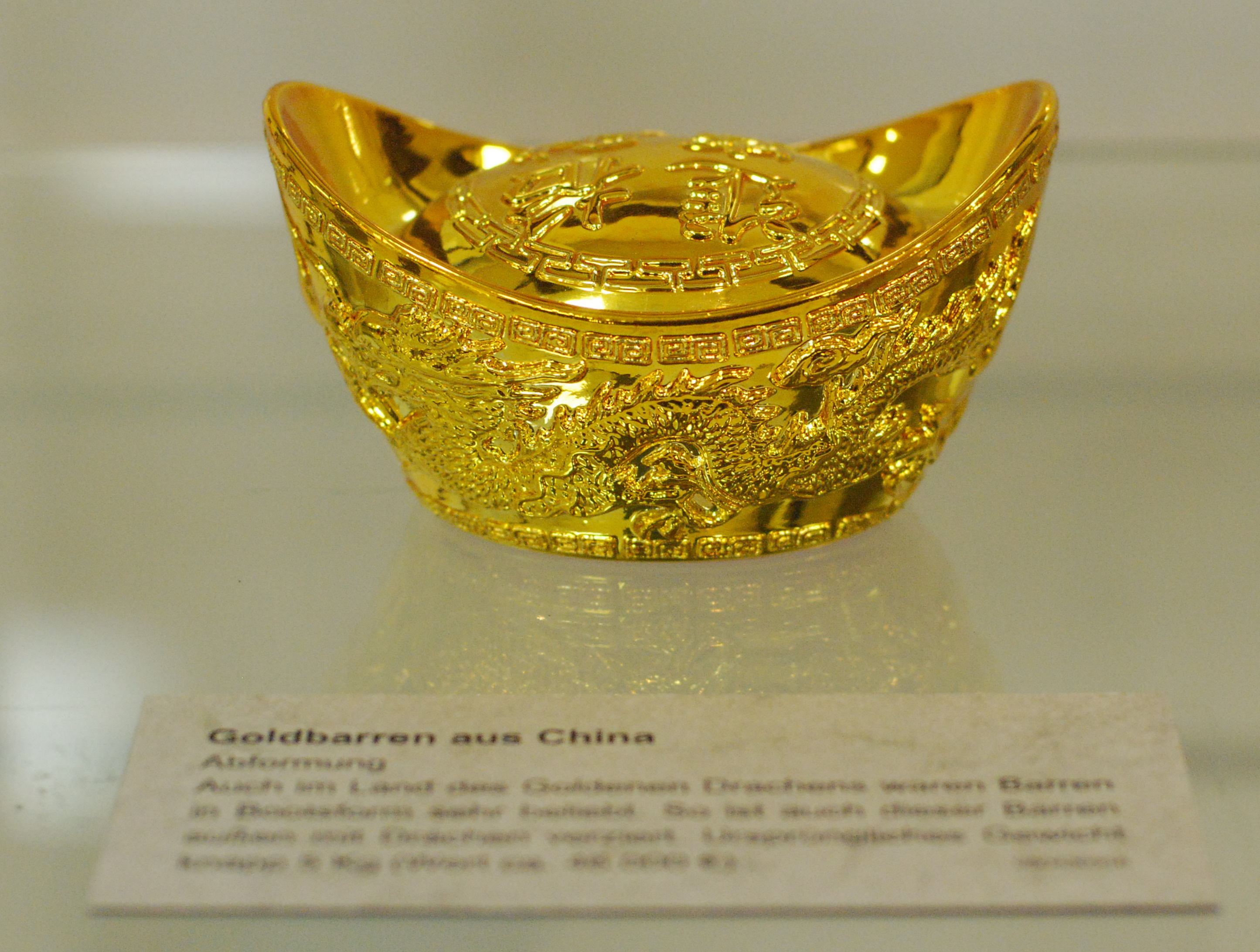
1 barra de ouro do Império Chinês

## História
O ouro pode ser usado como mercadoria ou como dinheiro, moedas ou barras. O ourives é o profissional que cunha as barras de ouro para os proprietários. Quando o metal diminuiu na Europa em função do esgotamento das minas das Américas - Brasil, México e Peru, principalmente - os ourives começaram a propor aos proprietários que deixassem a guarda do ouro aos seus cuidados,mediante cobrança de uma taxa. Foram adquiridos por eles cofres poderosos. Para registrar a operação de "custódia", os ourives começaram a dar aos proprietários os "recibos de depósito". Os recibos de depósito começara a circular entre os interessados em adquirir e vender ouro, sem a intervenção do ourives, que assim nada recebia pelas operações. Para compensar essa perda, os ourives começaram a negociar empréstimos a juros tendo como base o ouro depositado. Nascia assim a figura do "banqueiro", que guardava e emitia moeda, diferentemente do ourives que apenas guardava a moeda   (no caso, o ouro em espécie).

## Medidas-padrão das barras de ouro

Preços do ouro (dólar norte-americano por onça troy), em comparação a dólares nominais e com inflação ajustada, desde 1914

O ouro é medido internacionalmente em onça troys, ou simplesmente "onça" quando a referência a esse metal é evidente. 1 (uma) onça troy equivale a 31,1034768 gramas. Como foi dito, a barra padrão entre negociantes autorizados pelos governos é a barra de 400 onça troys, mas o teor de ouro pode variar entre 350 a 430 dessa medida. A pureza mínima do metal requerida nesse caso é de 99,5%.
É comum ainda se encontrar pesos em onça avoirdupois, em países que usam o sistema de medidas britânico ou mesmo no mercado norte-americano. A onça avoirdupois possui um peso menor do que a onça troy. Equivale a 28,349523125 gramas.
Outras medidas padronizadas:
- 1 tonelada = 32.150,746 onça troys.
- 1 Tola (medida indiana) = 11,6638038 gramas = 0,375 onça troys.
- 1 tael (medida chinesa) = 50 gramas. Em Taiwan e Hong Kong 1 tael equivale a 37,429g.
- TT (Dez Tola) = 117 gramas (3,75 onças troy)

## A maior barra de ouro

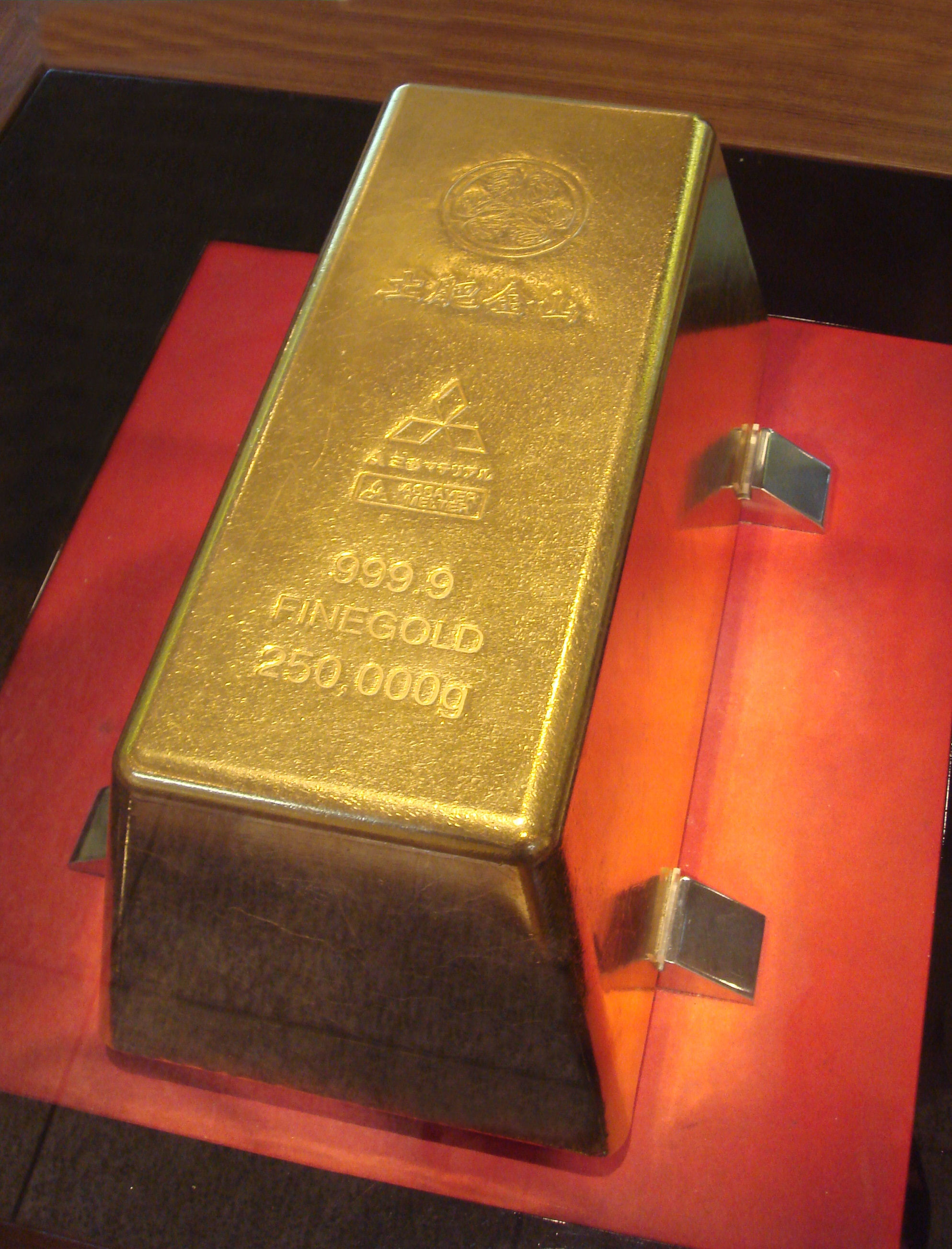
A maior barra de ouro do mundo em exposição no Museu da Mina de Ouro Toi no Japão

A maior barra de ouro do mundo pesa 250 kg e possui as dimensões de 45.5 cm × 22.5 cm (base) e 17 cm (altura) e ângulo inclinado de 5 graus (equivalente a 15,730  cm³). Foi produzida pela Mitsubishi Materials Corporation, subsidiária da Mitsubishi. O ouro foi garimpado na Mina Toi em 11 de julho de 2005. Vale em 2020 aproximadamente 17.000.000 de dólares norte-americano).